# Lom (ort i Tjeckien, Södra Böhmen, lat 49,41, long 13,99)
Lom är en ort i Tjeckien.   Den ligger i regionen Södra Böhmen, i den centrala delen av landet, 80 km söder om huvudstaden Prag. Lom ligger 479 meter över havet och antalet invånare är 126.
Terrängen runt Lom är platt. Runt Lom är det ganska glesbefolkat, med 22 invånare per kvadratkilometer. Närmaste större samhälle är Písek, 16,1 km sydost om Lom. Omgivningarna runt Lom är en mosaik av jordbruksmark och naturlig växtlighet.